# Campylanthus spinosus
Campylanthus spinosus là một loài thực vật có hoa trong họ Mã đề. Loài này được Balf.f. mô tả khoa học đầu tiên năm 1884.